# Cyrnus solutus
Cyrnus solutus là một loài Trichoptera trong họ Polycentropodidae. Chúng phân bố ở miền Cổ bắc.